# Kamienica Jaschkego w Krakowie
Kamienica Jaschkego – zabytkowa kamienica znajdująca się w Krakowie, w dzielnicy I przy ulicy Grodzkiej 9, na Starym Mieście.

## Historia
W średniowieczu i czasach nowożytnych w miejscu obecnej kamienicy znajdowały się dwa gotyckie domy. Dom północny został wzniesiony w połowie XIV wieku. Na przełomie XIV i XV wieku przeszedł rozbudowę, z której zachowały się belkowe stropy parteru i pierwszego piętra. W końcu XV wieku był on własnością rodziny Stwoszów. W 1. ćwierci XVI wieku został zmodernizowany, a około 1575 przebudowany przez K. Tornaya. Z tego okresu zachowała się drewniana ścianka działowa na pierwszym piętrze oraz kamienne obramienia okien z toskańskimi półkolumnami międzyokiennymi na parterze i pierwszym piętrze w tylnym trakcie. Na przełomie XVI i XVII wieku został przebudowany przez K. Gerata. Dom południowy wybudowano w II połowie XIV wieku. Około 1572 został przebudowany przez stolarza S. Pileckiego. W tym samym czasie wzniesiono dwie oficyny: tylną i pośrednią, które na początku XVIII wieku zostały podwyższone o jedno piętro. Około 1740 budynek podwyższono o trzecie piętro i zbudowano oficynę boczną.
Obydwa domy zostały połączone w 1824 przez Franciszka Jaschkego w wyniku czego powstał budynek w obecnym kształcie. Uzyskał on klasycystyczną fasadę. Kamienica znacznie ucierpiała podczas wielkiego pożaru Krakowa w 1850. Remont, połączony z przebudową oficyn, został przeprowadzony według projektu Feliksa Radwańskiego. W 1875 przebudowano fasadę, nadając jej eklektyczny charakter, przekształcono trzecie piętro oraz klatkę schodową. W latach 90. XX wieku przeprowadzono gruntowny remont konserwatorski budynku.
28 kwietnia 1967 kamienica została wpisana do rejestru zabytków. Znajduje się także w gminnej ewidencji zabytków.

## Architektura
Obecny wygląd kamienicy jej efektem przebudowy z 1875 i remontu z lat 90. XX wieku. Jest to budynek trzypiętrowy z pięcioosiową, asymetryczną fasadą w stylu eklektycznym. W trzeciej osi znajduje się prosty portal. Budynek wieńczy gzyms koronujący, pod którym znajduje się fryz.